# Murtazá Rajímov
Murtazá Gubaidúlovich Rajímov (en ruso: Муртаза Губайдуллович Рахимов, en baskir: Мортаза Ғөбәйҙулла улы Рәхимов; 7 de febrero de 1934-11 de enero de 2023) fue un político ruso de origen baskir, primer presidente de Baskortostán, una república dentro de Rusia, de 1993 a 2010.

## Biografía
Nació el 7 de febrero de 1934 en el raión Kugarchinski, República Autónoma Socialista Soviética de Baskiria. En 1956, se graduó en el Colegio de Energía y Combustible de Ufa y comenzó a trabajar como operador en la Refinería de Petróleo de Ufá. En 1964, se graduó en la Universidad Estatal Tecnológica del Petróleo de Ufá.
De 1960 a 1990, trabajó en la Bashneft-Ufaneftejim, una de las refinerías más grandes de Rusia, como director de planta, subdirector de taller, subdirector de producción y subdirector de ingeniería para la puesta en marcha y el ajuste de nuevos instalaciones de producción. De 1976 a 1978, trabajó como químico jefe e ingeniero jefe adjunto, de 1978 a 1986 como ingeniero jefe, y de 1986 a 1990 como director de la planta.
Fue miembro del PCUS desde 1974 hasta agosto de 1991.
Fue elegido Diputado del Pueblo de la URSS y miembro del Sóviet Supremo de la Unión Soviética, Diputado del Pueblo de la República de Baskortostán y del Consejo de Diputados del Pueblo de la Ciudad de Ufá. De 1990 a 1993, fue Presidente del Sóviet Supremo de la República de Baskortostán. El 11 de octubre de 1990, fue proclamada la Declaración de Soberanía Estatal de Baskortostán y, el 24 de diciembre de 1993, adoptada la nueva Constitución.
El 12 de diciembre de 1993, fue elegido por elección popular como primer Presidente de Baskortostán, obteniendo el 63% de los votos. La ceremonia tuvo lugar el 25 de diciembre de 1993. El 3 de agosto de 1994, durante el primer mandato presidencial, se firmó un Acuerdo entre la Federación de Rusia y la República de Baskortostán sobre la delimitación de jurisdicción y delegación de poderes mutua entre las autoridades estatales de la Federación de Rusia y las autoridades estatales de la República de Baskortostán.

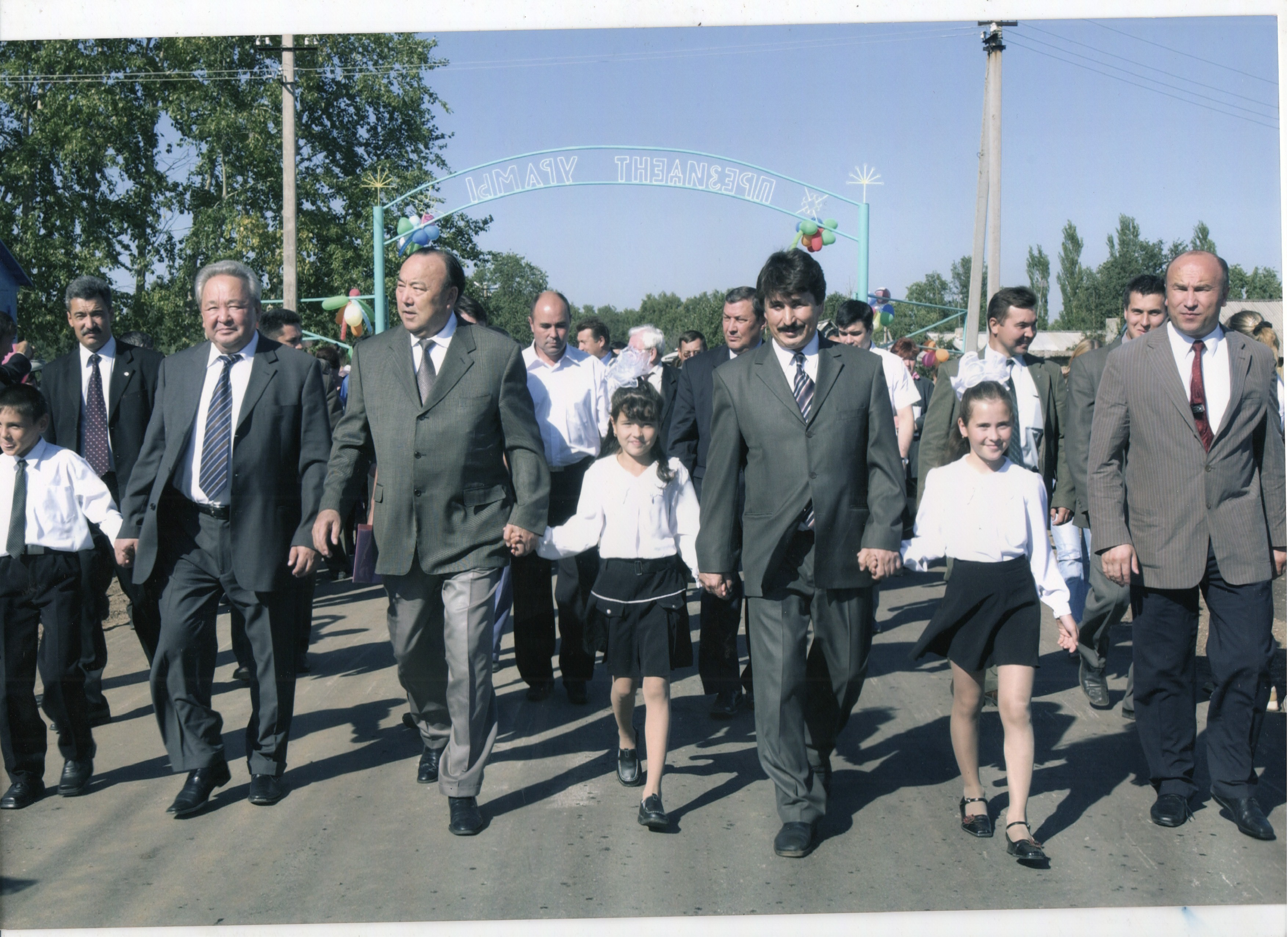
Durante un viaje de trabajo al distrito de Karmaskali.

El 14 de junio de 1998, fue reelegido para el cargo de Presidente de la República de Baskortostán para un segundo mandato, obteniendo el 70,2% de los votos. El principal rival, Rif Kazzakúlov, Ministro de Silvicultura de la república, obtuvo el 9% de los votos.
En 1993 y hasta 2001, fue miembro de oficio del Consejo de la Federación y miembro del Consejo de Estado de la Federación de Rusia. Del 12 de marzo al 17 de septiembre de 2001, fue Miembro del Presídium del Consejo de Estado de la Federación de Rusia.
En 1999, se convirtió en uno de los fundadores y copresidentes del partido Patria - Toda Rusia, que ingresó al partido Rusia Unida el 1 de diciembre de 2001.
El 21 de diciembre de 2003, de conformidad con la Ley Federal "Sobre las Garantías Básicas de los Derechos Electorales y el Derecho a Participar en un Referéndum de los Ciudadanos de la Federación de Rusia", Murtazá Rajímov, habiendo obtenido el 78,01% de los votos en la segunda vuelta, fue elegido popularmente Presidente de la República de Baskortostán por tercera vez.
El 10 de octubre de 2006, los diputados del Kurultái otorgaron poderes presidenciales a Rajímov por un nuevo mandato de cinco años.
El 12 de julio de 2010, en una reunión con el jefe de la administración presidencial de Rusia Serguéi Narishkin anunció su intención de dejar el cargo antes de lo previsto.
15 de julio de 2010, el Presidente de Rusia Dmitri Medvédev aceptó la renuncia de Rajímov delal cargo de Presidente de la República de Baskortostán.
Desde el 22 de octubre de 2010, fue Presidente de la Junta de Fundación Benéfica URAL, que controla 63 mil millones de rubros por ingresos de la venta de OAO ANK Bashneft, las refinerías de petróleo de Ufá y OAO Bashkirnefteprodukt en 2009.
Del 8 de diciembre de 2010 al 29 de junio de 2012, fue Miembro de la Junta Directiva Bashneft.

## Fallecimiento
Murió el 11 de enero de 2023 a la edad de 88 años en Ufá después de una larga y grave enfermedad. La despedida del primer presidente de Baskortostán tendrá lugar el 13 de enero.